# Taxiphyllum laxalare
Taxiphyllum laxalare är en bladmossart som beskrevs av William Russell Buck 1993. Taxiphyllum laxalare ingår i släktet Taxiphyllum och familjen Hypnaceae. Inga underarter finns listade i Catalogue of Life.